# 飞碟射击

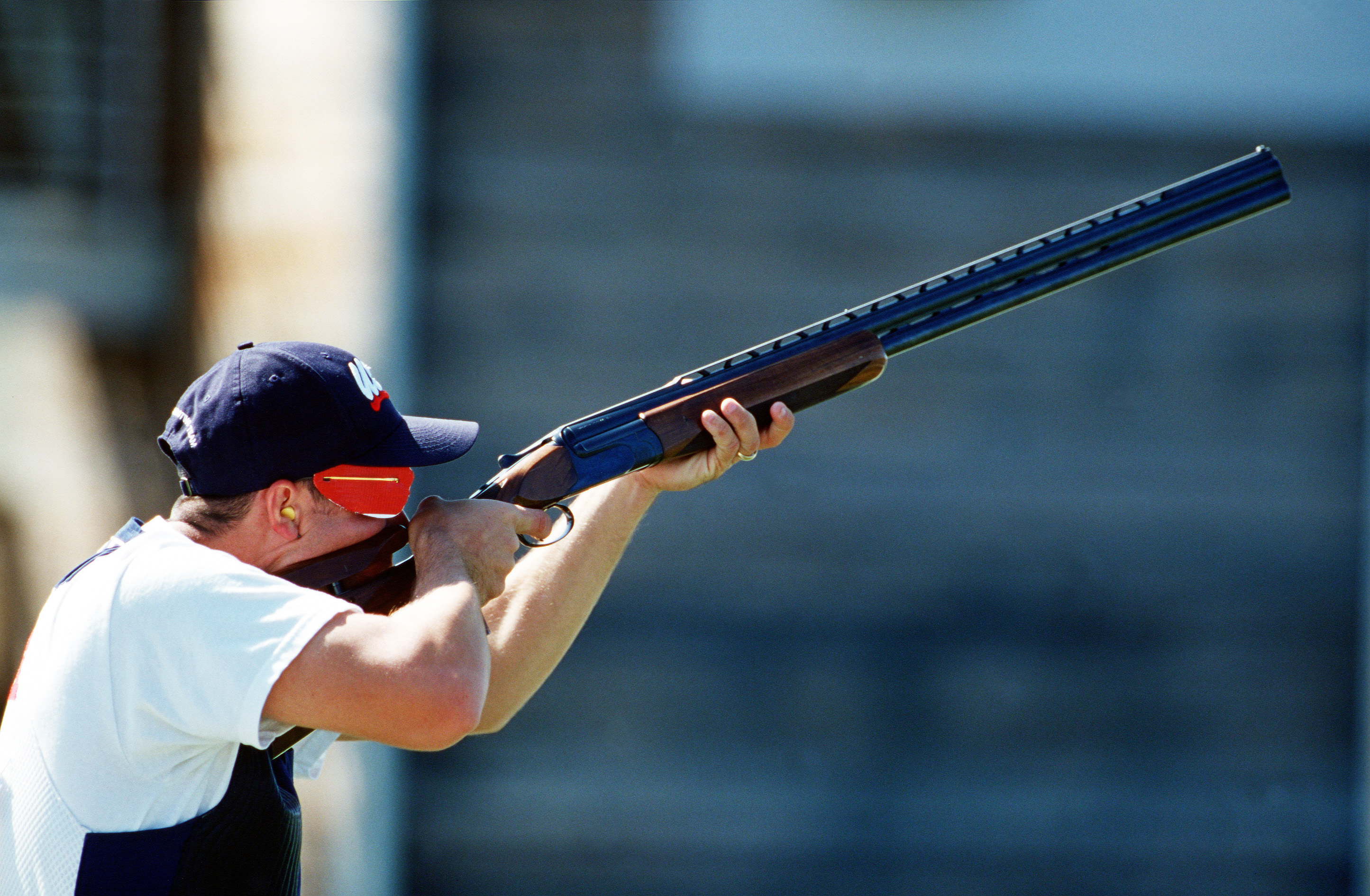
2000年悉尼奥运会中的飞碟射击

飞碟射击（clay pigeon shooting）是一种用枪械射击抛在空中作为飞靶的圆形黏土碟的射击运动。
英文中对飞碟的称呼是“黏土鸽子”（clay pigeon）或“鸟”（bird），原因是过去英国的射击比赛曾使用活鸽子作为靶子，虽然在1921年被立法禁止而改用陶碟模拟飞鸟，但叫法还是保留了下来，把命中目标叫“打死”（kill）、没能击中叫“鸟逃了”（bird away）、发射飞碟的机械叫“鸟阱”（trap）。

## 历史
用霰弹枪射杀各种游禽、涉禽和陆禽是西方国家常见的狩猎方式，而在竞赛和休闲练习时用黏土靶代替活鸟的做法至少在1875年就有了。虽然后来也出现了沥青制作的飞靶，但是“黏土靶”的说法被保留了下来。 1893年，“假鸟射击协会”（Inanimate Bird Shooting Association）在英格兰成立，后来在1903年更名成“黏土鸟射击协会”（Clay Bird Shooting Association），每年都会举行比赛并坚持到了第一次世界大战为止。1921年，英国政府全票通过一项法案严禁使用活鸟进行射击打靶，黏土靶也就变成了此类射击比赛的唯一形式。

## 器具

### 飞靶

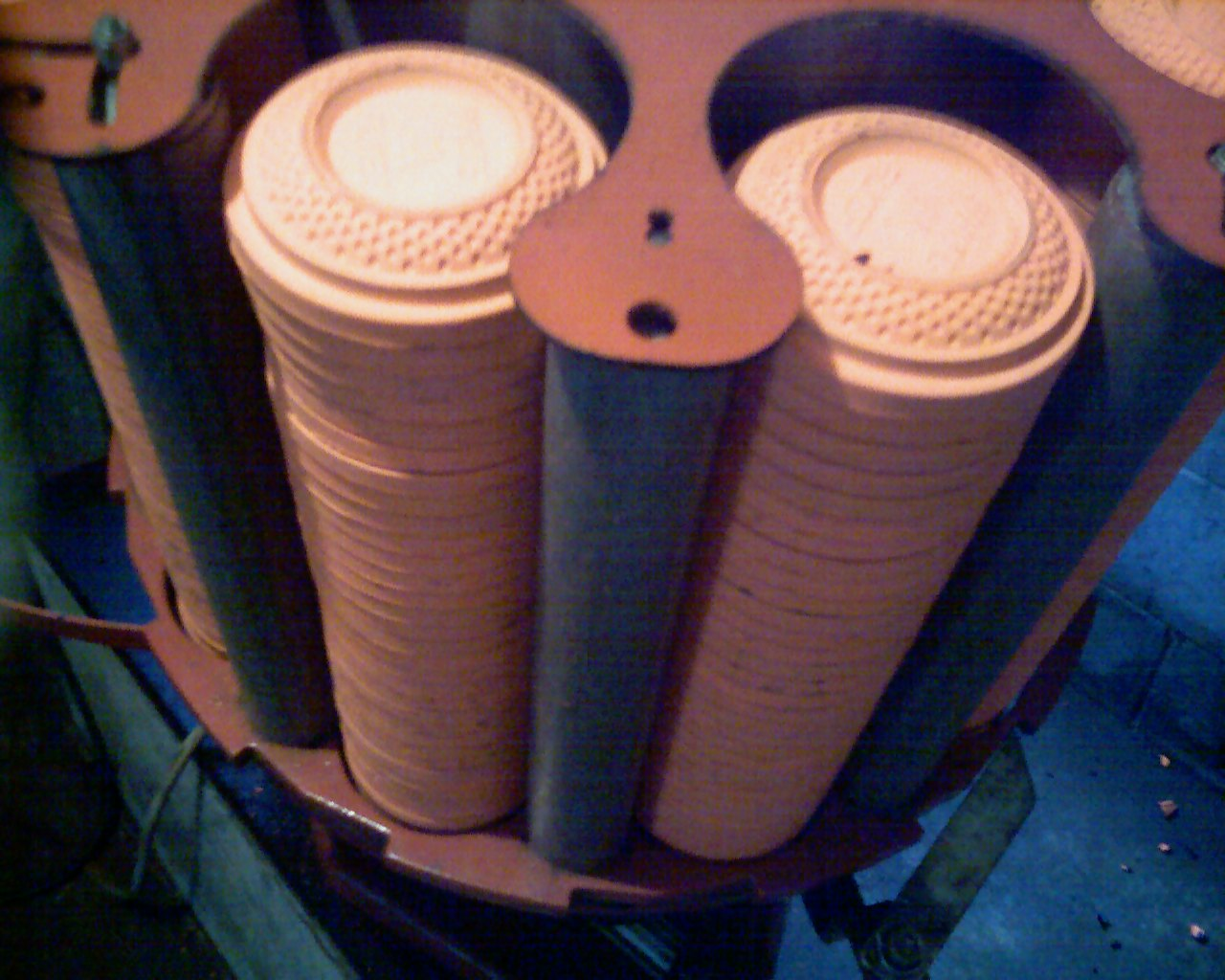
自动抛靶机中的飞碟

飞碟射击使用的飞靶外形上像是一个倒扣的碟子，通常由沥青混合磨碎的石灰岩制成，可以在被瞬间加速抛出时不会因为应力破裂。飞碟的颜色通常是荧光橙色或黑色，但是白色和黄色的飞碟也常常会被使用。飞碟的尺寸根据不同项目会有变化，但是最常见的国际标准是108（4.3英寸）直径、28—29（1.1—1.1英寸）厚和100 g（3.5 oz）重，但国际比赛常常也会使用110（4.3英寸）直径、25—26（0.98—1.02英寸）厚和105克（3.7盎司）重的飞碟。一些特殊项目也会使用60（2.4英寸）或90（3.5英寸）直径的飞碟。

### 抛靶机
抛射飞碟的最简单方式是用手扔（徒手，或使用助抛杆），但为了方便、效率和一致性还是有许多投掷器械被发明出来，最简单的是使用特制的弹弓。但现代比赛通常会使用专业制造的抛靶机，可以从不同角度和速度将飞碟弹射到最远100米以外的距离。抛靶机的设计从简单的手动装填和释放到全自动装填发射（甚至遥控或声控)都应有尽有。

### 枪械
飞碟射击使用的是霰弹枪，至于什么种类主要取决于个人喜好和规则限制。国际比赛（比如奥运会）通常只允许使用枪管长度在30—32英寸（760—810）的专用双管霰弹枪，但一些民间的特殊项目会使用泵动霰弹枪和半自动霰弹枪。

### 弹药
飞碟射击使用的霰枪弹可以在各种枪械商铺买到，也可以由使用者自己手工装填，但是正式比赛都会限制弹丸的规格。英国飞碟射击协会（Clay Pigeon Shooting Association，简称CPSA）的规定基本上是通用标准，也就是弹丸尺寸不得超过2.6（0.10英寸）直径或6号鸟弹。各国国内比赛的弹丸总量限制是最多28克（0.99盎司），奥运会比赛则是24克（0.85盎司），而FITASC（法語：Fédération Internationale de Tir aux Armes Sportives de Chasse，国际狩猎运动武器射击运动联合会）的一些项目会达到36克（1.3盎司）。

## 项目种类

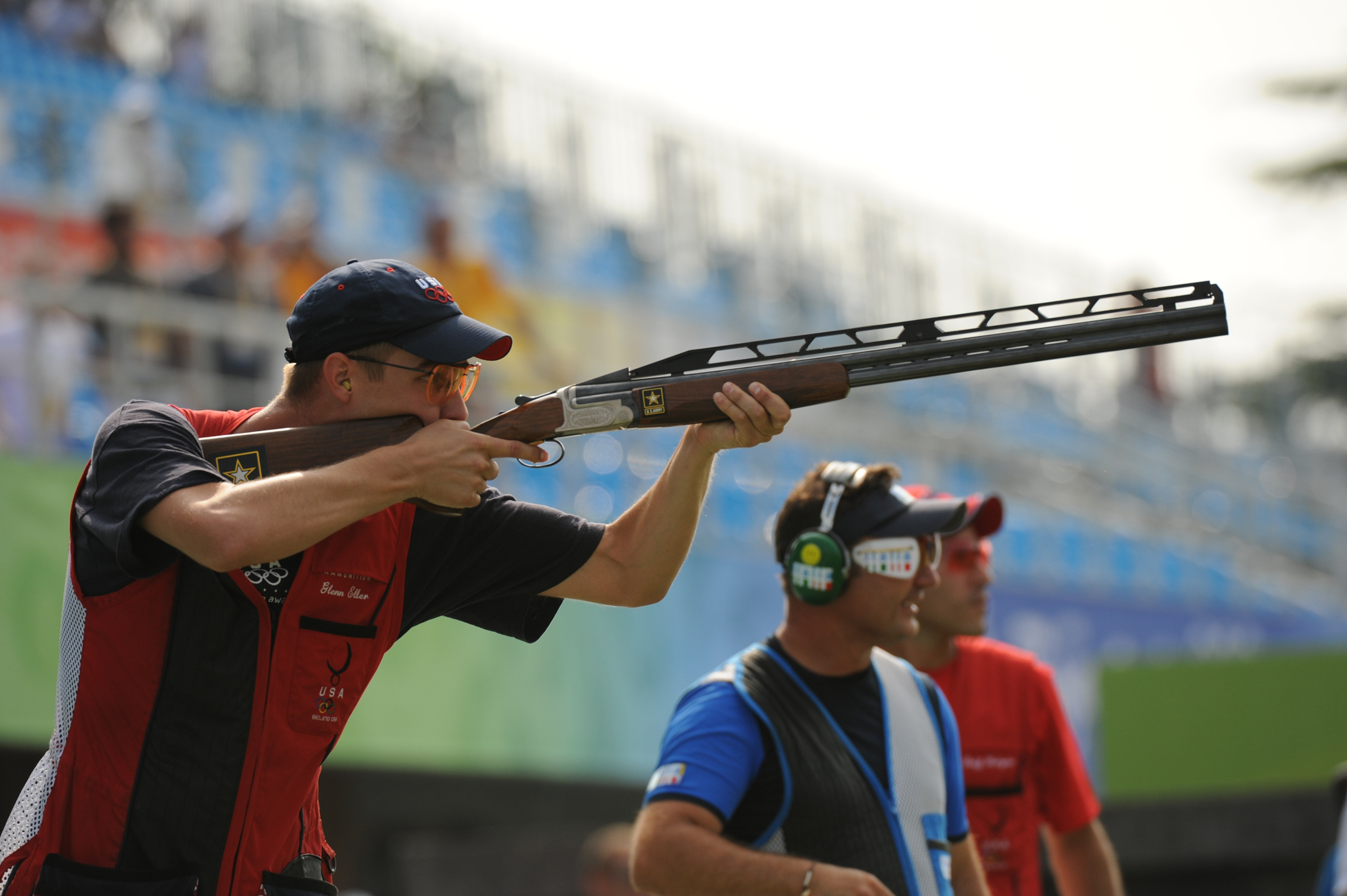
格伦·埃勒参加2008年北京奥运会的双多向飞碟决赛

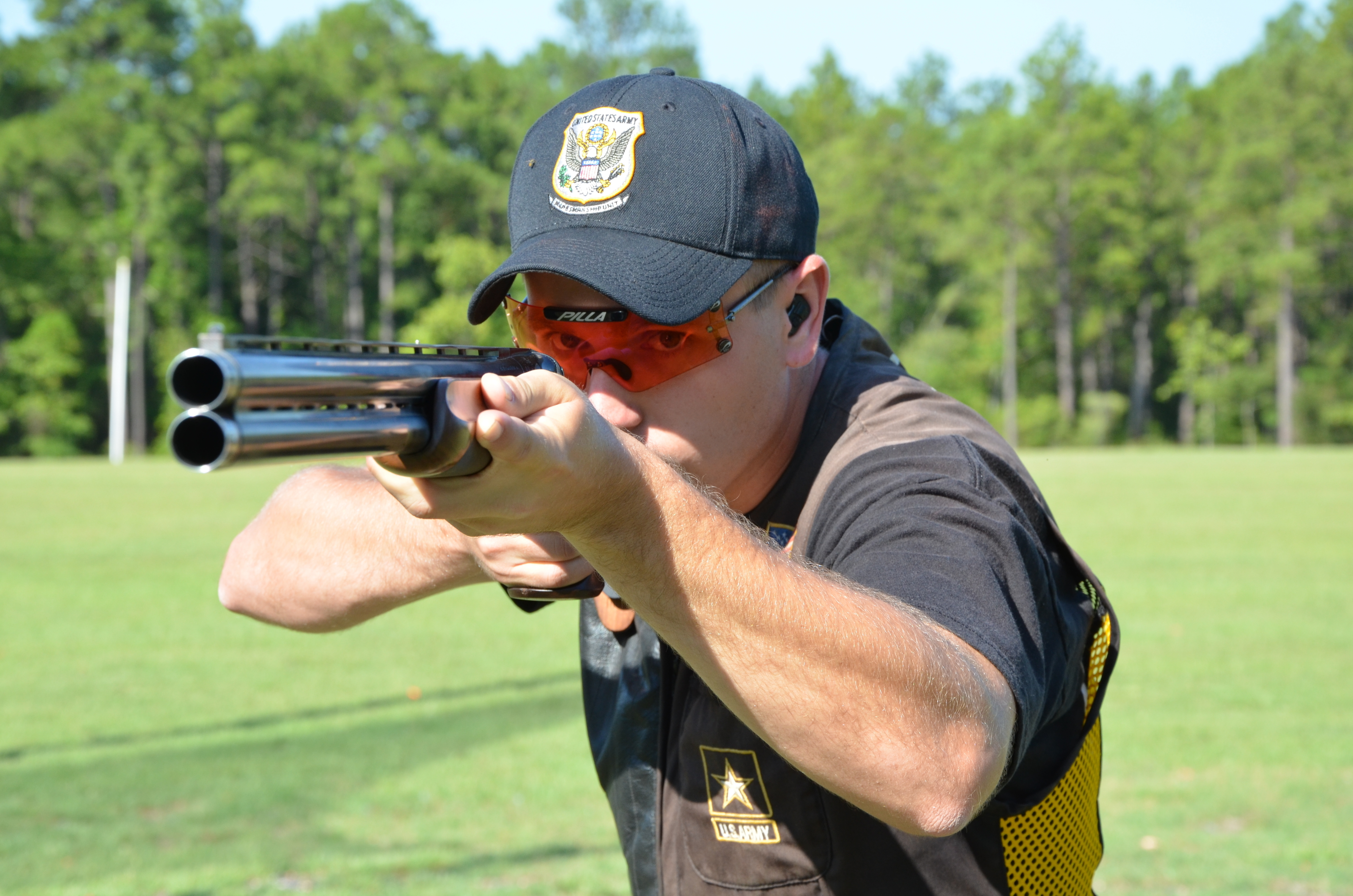
美国两届奥运冠军文森特·汉考克参加双向飞碟比赛

飞碟射击至少有20多种不同项目，但是主要可以分为三大类。

### 运动飞碟
运动飞碟（sporting clay）也称英式飞碟（English sporting），是三类飞碟射击中最受欢迎的，因为没有飞碟的规格限制，可以射出任何角度、速度、高度和距离，是最能模拟真实飞鸟狩猎的项目。运动飞碟同时也不限制枪械种类。

### 多向飞碟
多向飞碟（trap shooting，或简称trap）由在射手前方15（16碼）的多个抛靶机向远处单次弹出一个或两个（不同速度的）飞碟。奥运会规则通常会让飞碟从左右不超过45度的方位角发射，在不同高度飞出76 ± 1米（83.1 ± 1.1 yd）的距离。

### 双向飞碟
双向飞碟（skeet shooting，或简称skeet）由美国人于1923年发明，但是名字却来自于挪威语的“射击”（skyte）一词，是1926年在射击杂志上向大众悬赏征名的结果。双向飞碟由场地两侧相隔40（44碼）的两个抛靶机向左右相反的方向对着弹出单个或数个飞碟。

## 激光飞碟射击
激光飞碟射击（laser clay pigeon shooting）使用安装了红外线照射器的假枪去射击有高反射涂层的塑料飞碟，扣动扳机时会模仿枪声，当命中后电子裁判系统会累计得分。其余比赛规则基本上都模仿真正的飞碟射击项目。因为这种游戏并没有发射真正弹丸，不会有安全性的问题，室内外都可以进行，而且可以多人同时射击一个目标，也适合初学者接触飞碟射击运动。

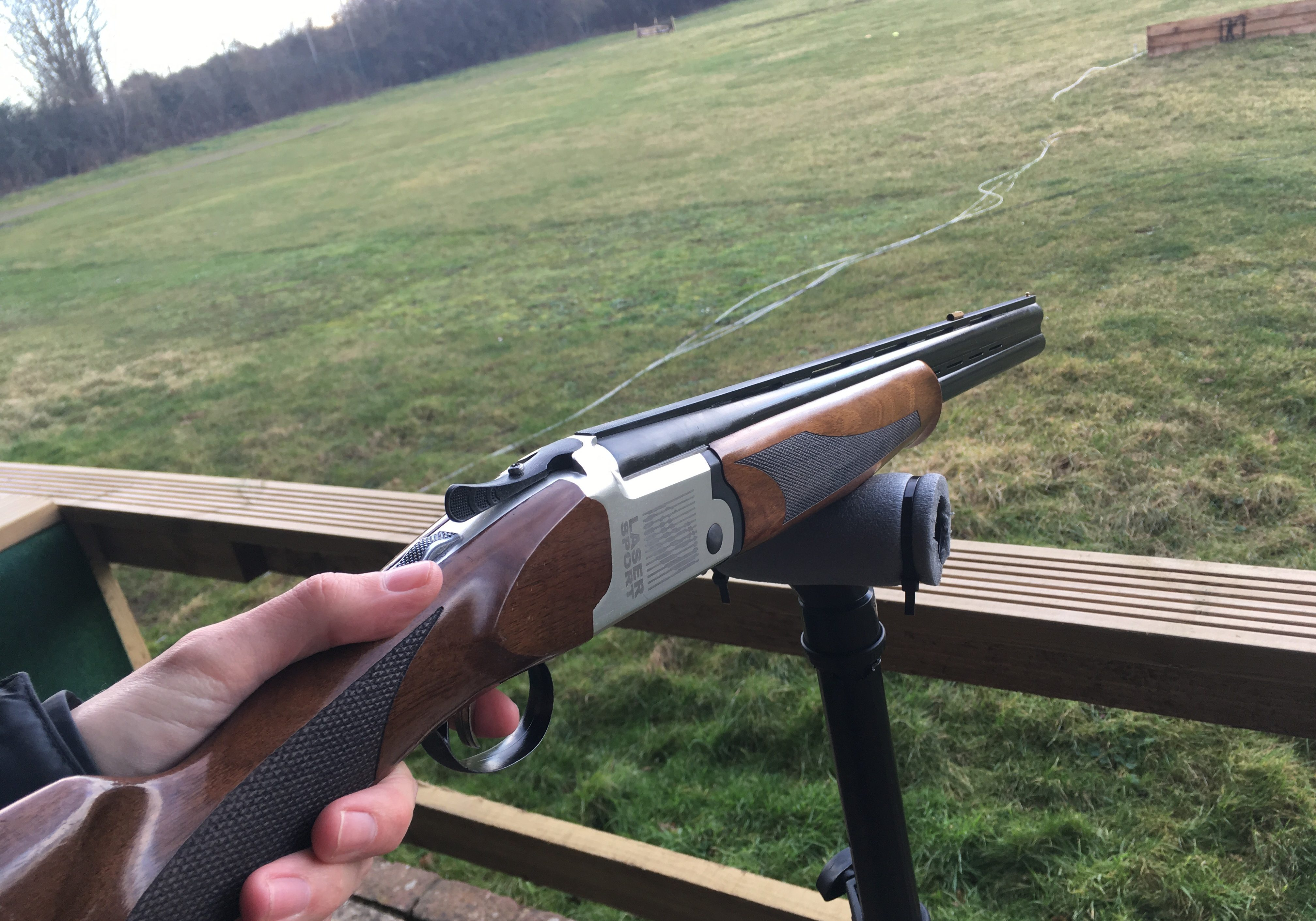
激光飞碟射击使用的光枪
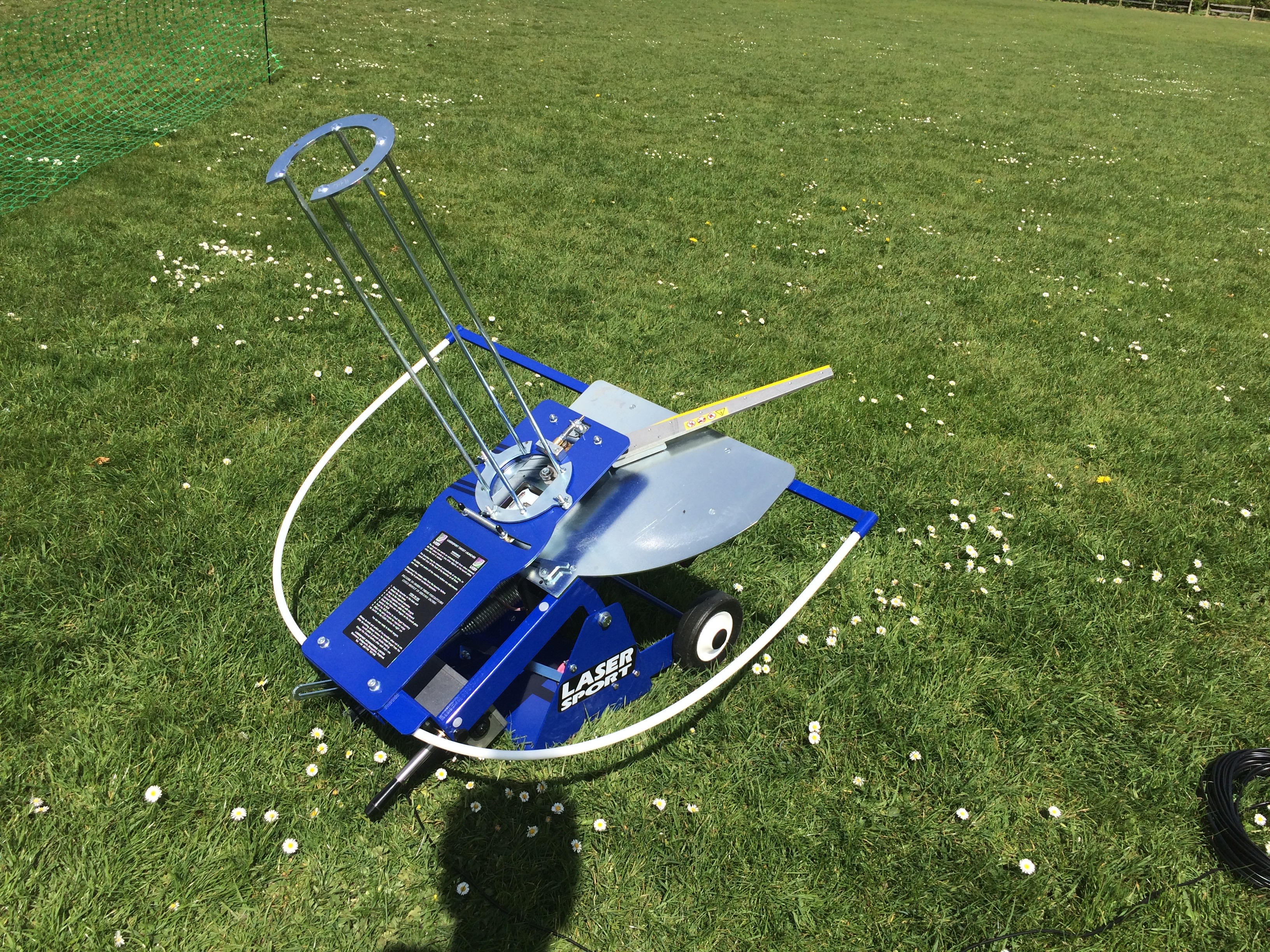
激光飞碟射击使用的抛靶机